# 大津中央郵便局
大津中央郵便局（おおつちゅうおうゆうびんきょく）は、滋賀県大津市にある郵便局。民営化前の分類では集配普通郵便局であった。

## 概要
住所：〒520-8799 滋賀県大津市打出浜1-4
明治初期の日本の郵便制度の開始とともに開設されて以来、滋賀県の郵便業務の中核をなしてきた郵便局である。

### 併設施設
- ゆうちょ銀行大津店（大阪支店大津出張所）：取扱店番号460010 - 滋賀県内での唯一の同行直営店舗である。
- なお、かんぽ生命保険大津支店は、当局ではなくJR大津駅前にある。

### 分室
分室はなし。以下はかつて存在した分室である。
- 別所分室 - 臨時大津陸軍病院に設けられていた。1943年（昭和18年）に廃止。
- 瀬田分室 (46001A) - 2005年（平成17年）に廃止された瀬田郵便局の局舎を利用して設置。2007年（平成19年）民営化に先立ち廃止。局舎は同日新設された大津瀬田郵便局として使用。
- 坂本分室 (46001B) - 2005年（平成17年）に廃止された坂本郵便局の局舎を利用して設置。2007年（平成19年）民営化に先立ち廃止。局舎は同日新設された比叡辻郵便局として使用。

## 沿革
- 1871年4月20日（明治4年3月1日） - 日本の近代郵便制度の創設とともに大津郵便取扱所として開設[1]。
- 1873年（明治6年）4月 - 大津郵便役所となる[1]。
- 1875年（明治8年）1月1日 - 大津郵便局（二等)となる。翌日より為替取扱を開始[1]。
- 1877年（明治10年）7月10日 - 貯金取扱を開始[1]。
- 1885年（明治18年） - 電信取扱を開始[1]。
- 1889年（明治22年）9月1日 - 大津郵便電信局となる[1]。
- 1903年（明治36年）4月1日 - 通信官署官制の施行に伴い大津郵便局となる[1]。
- 1906年（明治39年）12月1日 - 電話交換業務を開始[2]。
- 1936年（昭和11年）4月16日 - 湊町から桝屋町（現在地の浜大津二丁目）に移転[3]。
- 1938年（昭和13年）8月1日 - 大津市別所の臨時大津陸軍病院に陸軍病院内分室が設けられる[4]。
- 1940年（昭和15年）7月1日 - 陸軍病院内分室を別所分室に改称する[5]。
- 1943年（昭和18年）5月31日 - この日限りで大津市別所にあった別所分室を廃止する[6]。
- 1947年（昭和22年）12月11日 - 郵便局で取扱う電話通話事務を除く電話事務を大津電話局に移管[7]。
- 1956年（昭和31年）10月5日 - 電話通話および和文電報受付事務の取扱を開始。
- 1969年（昭和44年）6月9日 - 大津市浜大津二丁目から同市打出浜に移転。
- 1987年（昭和62年）7月1日 - 大津中央郵便局に改称。
- 1992年（平成4年）8月3日 - 外国通貨の両替および旅行小切手の売買に関する業務取扱を開始。
- 2005年（平成17年）10月24日 - 瀬田郵便局（〒520-2199、局番号は46028）、坂本郵便局（〒520-0199、局番号は46014）の廃止にともない、それらの集配業務を移管。それぞれの跡地に瀬田分室、坂本分室を設置。関ノ津郵便局（〒520-2299→〒520-2277、局番号は46048）から集配業務を移管[8]。
- 2007年（平成19年）
  - 7月30日 - 瀬田分室、坂本分室を廃止。
  - 10月1日 - 民営化に伴い、併設された郵便事業大津支店、ゆうちょ銀行大津店に一部業務を移管。
- 2012年（平成24年）10月1日 - 日本郵便株式会社の発足に伴い、郵便事業大津支店を大津中央郵便局に統合。
- 2018年（平成30年）3月12日 - 郵便番号の上2桁が52地域の地域区分業務を京都郵便局（京都府城陽市）へ移管。

## 取扱内容

### 大津中央郵便局
- 郵便、印紙、ゆうパック、内容証明
- 生命保険、バイク自賠責保険、自動車保険 - 平日18時まで営業。
- 「520-00xx」「520-01xx」「520-08xx」「520-21xx」「520-22xx」区域（大津市内の一部地域）の集配業務
- ゆうゆう窓口

### ゆうちょ銀行大津店
- 貯金、貸付、為替、振替、振込、国際送金、外貨両替、国債、投資信託、変額年金保険 - 平日18時まで営業。
- ATM

## 風景印
- 図案は竹生島・瀬田の唐橋・フナ・鮎。局名表記は「大津中央」
- 使用開始日は1987年（昭和62年）7月1日

## 周辺
- 滋賀県立芸術劇場 びわ湖ホール
- 関西みらい銀行びわこ本部
- 大津市商工会議所（コラボしが21）
- 大津湖岸なぎさ公園
- 滋賀県警察本部
- 滋賀県立琵琶湖文化館 - 休館中

## アクセス
- JR東海道本線（琵琶湖線） 大津駅（北口）から徒歩約16分
- 京阪石山坂本線 石場駅から徒歩約3分
- 京阪バス、近江鉄道バス 商工会議所前停留所下車
- 名神高速道路 大津ICから北へ約1.5km
- 駐車場あり：14台